# Chinese Football Association Jia League
De Chinese Football Association Jia League, kortweg Jia League en ook China League One genoemd, is het tweede niveau van het voetbal in China.
De competitie is in 2004 ingevoerd als opvolger van de Jia B League. Het hoogste niveau, de Chinese Football Association Super League, was daarvoor bekend als Jia A League. De bovenste twee promoveren aan het einde van het seizoen en de onderste twee degraderen naar het derde niveau, de Yi League. Anno 2017 bestaat de competitie uit 16 teams. Ieder team mag drie buitenlandse spelers in de selectie hebben.

## Kampioenen
- 2004: Wuhan Huanghelou
- 2005: Xiamen Lanshi
- 2006: Henan Construction
- 2007: Guangzhou GPC
- 2008: Jiangsu Sainty
- 2009: Liaoning Hunyong
- 2010: Guangzhou Evergrande FC
- 2011: Dalian Aerbin
- 2012: Shanghai East Asia
- 2013: Henan Jianye FC
- 2014: Chongqing Lifan
- 2015: Yanbian Changbaishan
- 2016: Tianjin Quanjian FC
- 2017: Dalian Yifang
- 2018: Wuhan Zall
- 2019: Qingdao Huanghai FC
- 2020: Changchun Yatai
- 2021: Wuhan Three Towns
- 2022: Kunshan FC
- 2023: Shenzhen Peng City

Beijing BG · 
Dalian Transcendence · 
Hangzhou Greentown · 
Heilongjiang Lava Spring · 
Liaoning Hongyun · 
Meizhou Hakka · 
Meixian Techand · 
Nei Mongol Zhongyou · 
Qingdao Huanghai · 
Shanghai Shenxin · 
Shenzhen · 
Shijiazhuang Ever Bright · 
Wuhan Zall · 
Xinjiang Tianshan Leopard · 
Yanbian Fude · 
Zhejiang Yiteng